# 巴拿馬頦齒魚
巴拿馬頦齒魚，為管肩魚科的其中一種，為深海魚類，分布於全球熱帶及亞熱帶海域，深度680-2000公尺，體長可達12.8公分，棲息在底層水域，生活習性不明。

## 扩展阅读
維基物種上的相關：巴拿馬頦齒魚